# Petra Cetkovská

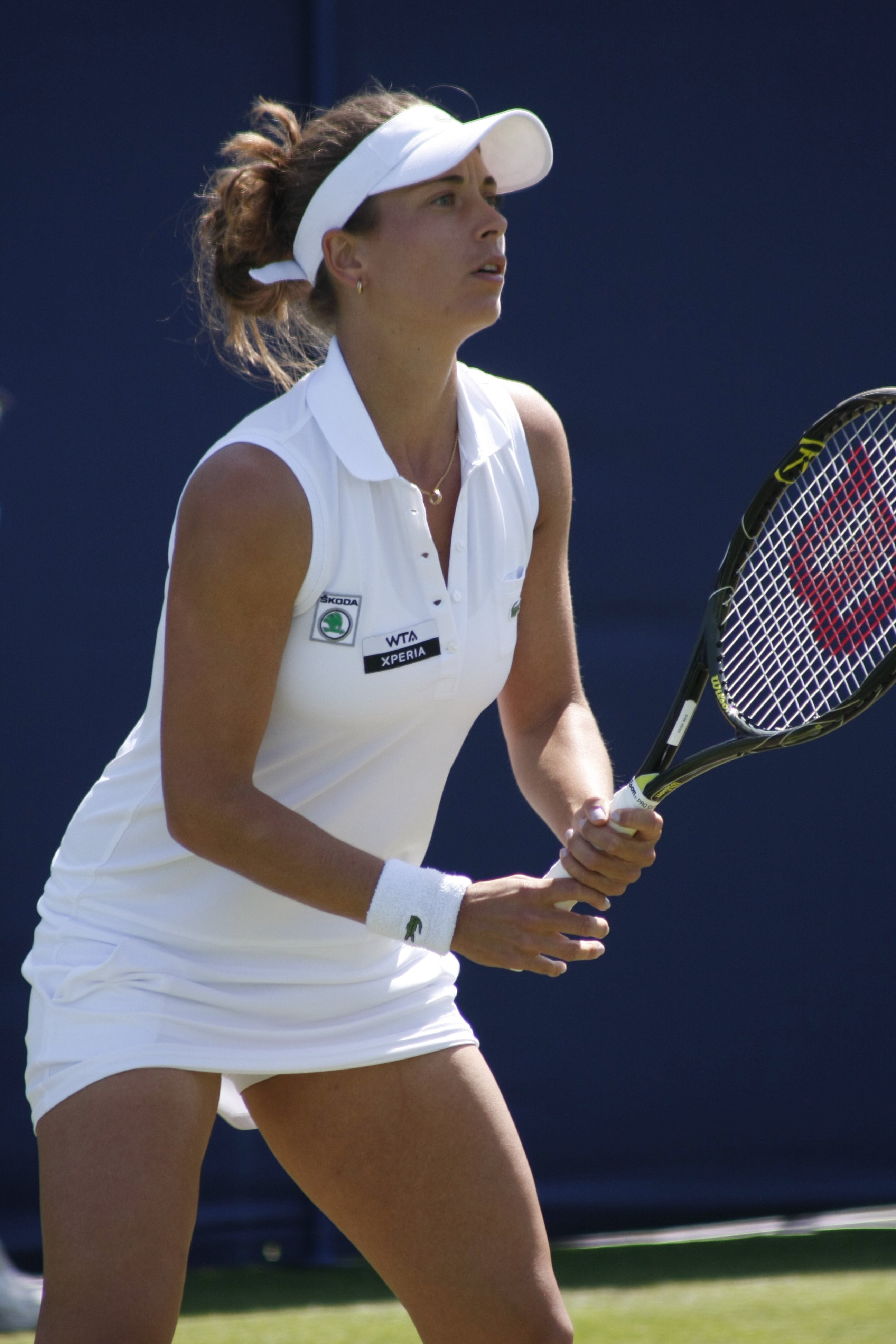
Na AEGON International 2012

Petra Cetkovská (* 8. února 1985 Prostějov) je bývalá česká profesionální tenistka, která se na okruzích pohybovala v letech 2000–2016. Na okruhu WTA Tour vyhrála dva turnaje ve čtyřhře a v roce 2011 si zahrála finále dvouhry v New Havenu. V rámci okruhu ITF získala dvacet tři titulů ve dvouhře a dvacet pět ve čtyřhře.
Na žebříčku WTA byla nejvýše ve dvouhře klasifikována v červnu 2012 na 25. místě a ve čtyřhře pak v červnu 2011 na 91. místě. V závěrečné fázi kariéry ji trénovali Martin Fassati a partner Jan Stočes. Dříve tuto roli plnil Francouz Stéphane Charret. Domovským klubem byl TK Agrofert Prostějov.
V nejvyšší grandslamu kategorii si zahrála osmifinále na French Open 2008 a ve Wimbledonu 2011. Po prvním návratu k tenisu pak ve druhém kole US Open 2015 vyřadila světovou pětku Caroline Wozniackou. V juniorském tenise ovládla čtyřhru na Australian Open 2001 a French Open 2001.
V českém fedcupovém týmu debutovala v roce 2001 utkáním základního bloku Světové skupiny proti Francii, v němž prohrála s Alenou Neštickou čtyřhru s párem Testudová a Tauziatová. Francouzky vyhrály 3:0 na zápasy. V soutěži nastoupila ke třem mezistátním utkáním s bilancí 0–2 ve dvouhře a 1–1 ve čtyřhře.
Česko reprezentovala na Letních olympijských hrách 2012 v Londýně. Během druhé sady prvního kola dvouhry skrečovala sedmé nasazené Němce Angelique Kerberové. Do ženské čtyřhry nastoupila s Lucií Šafářovou. Soutěž opustily po prohře v úvodní fázi od italských turnajových dvojek Sary Erraniové a Roberty Vinciové.
Během kariéry ji limitovala zranění, potíže s kotníkem, únavová zlomenina kosti na chodidle či operace kyčle. Plánovaný druhý návrat na dvorce v roce 2018 neuskutečnila. Posledním turnajem se stala pražská událost ITF s dotací 75 tisíc dolarů v červenci 2016, kde na úvod podlehla Rebecce Petersonové. Po skončení kariéry začala na televizních stanicích spolukomentovat tenis, na ČT sport Moneta Czech Open či Wimbledon na TV Nova Sport.

## Tenisová kariéra
V roce 2001 získala dva tituly ve čtyřhře na juniorském grandslamu, nejdříve s Barborou Strýcovou na Australian Open, a poté s další krajankou Renátou Voráčovou na French Open.
Během profesionální dráhy porazila hráčky z elitní světové desítky, jakými byly Marion Bartoliová, Jelena Dementěvová, Sara Erraniová, Simona Halepová, Ana Ivanovićová, Angelique Kerberová, Li Na, Agnieszka Radwańská, Věra Zvonarevová včetně tenistky figurující v průběhu kariéry na prvním místě – Caroline Wozniacké.
V srpnu 2011 postoupila do finále turnaje v New Havenu, když na cestě pavoukem zdolala Polku Agnieszku Radwańskou a Číňanku Li Na. Z něho však odešla poražena od Dánky Caroline Wozniacké ve dvou setech. Na žebříčku WTA se poté posunula na 32. místo. Ve druhém kole Miami Open 2012 otočila průběh s Američankou Christinou McHaleovou ze stavu gemů 0–6 a 0–4. Ve třetí fázi pak podlehla Caroline Wozniacké.
Na US Open 2015 startovala pod žebříčkovou ochranou, v rámci návratu po operaci levé kyčle. Během turnaje jí patřilo 149. místo klasifikace. Na úvod si poradila s Američankou Christinou McHaleovou. Následně vyřadila obhájkyni finálové účasti Caroline Wozniackou. K postupu blíže měla již ve druhém setu, kdy vedla 6–4 a 4–1. Přesto si soupeřka vynutila rozhodující dějství, v němž bývalá světová jednička neproměnila čtyři mečboly, z toho při stavu 6–5 a 40:15 dva v řadě. V závěrečném tiebreaku již dominovala prostějovská hráčka, která jej vyhrála 7:1. Zápas trval 3.02 hodin. V New Yorku poprvé pronikla do třetího kola, v němž nestačila na pozdější vítězku grandslamu Flavii Pennettaovou z Itálie. Všechna utkání měla třísetový průběh.

## Soukromý život
Tenis začala hrát v pěti letech. Otec Petr Cetkovský pracuje v prostějovském tenisovém klubu a matka Alena Cetkovská je profesí zdravotní sestra. Má mladšího bratra Matěje. Otec má makedonský původ. V roce 2004 absolvovala Střední odbornou školu podnikání a obchodu (dříve Soukromou střední podnikatelskou školu obchodu a služeb) v Prostějově.
Ve čtrnácti letech během sportování utrpěla úraz hlavy, když byla kamarádem naražena na zeď. Po dvou letech od incidentu musela podstoupit operaci hlavy kvůli otoku. Rok poté onemocněla infekční mononukleózou. Další komplikace rozvíjející se kariéry nastala, když si přivodila zlomeninu nohy během finále čtyřhry na juniorce Australian Open.
Hovoří česky, anglicky a francouzsky. Během kariéry žila v Paříži, kde ji trénoval Stéphane Charret. Od devatenácti let udržovala tříletý partnerský vztah s kyperským tenistou Marcosem Baghdatisem.

## Finále na okruhu WTA Tour
| Legenda                                    |
| ------------------------------------------ |
| D – dvouhra; Č – čtyřhra                   |
| Grand Slam (0)                             |
| Turnaj mistryň (0)                         |
| Tier I / Premier Mandatory & Premier 5 (0) |
| Tier II / Premier (0–1 D)                  |
| Tier III, IV & V / International (2–3 Č)   |

### Dvouhra: 1 (0–1)
| Stav       | č. | datum          | turnaj                   | povrch | soupeřka ve finále | výsledek |
| ---------- | -- | -------------- | ------------------------ | ------ | ------------------ | -------- |
| Finalistka | 1. | 27. srpna 2011 | New Haven, Spojené státy | tvrdý  | Caroline Wozniacká | 4–6, 1–6 |

### Čtyřhra: 5 (2–3)
| Stav       | č. | datum           | turnaj             | povrch | spoluhráčka        | soupeřky ve finále                                       | výsledek              |
| ---------- | -- | --------------- | ------------------ | ------ | ------------------ | -------------------------------------------------------- | --------------------- |
| Vítězka    | 1. | 13. květen 2007 | Praha, Česko       | antuka | Andrea Hlaváčková  | Sun Šeng-nan Ťi Čchun-mej                                | 7–6(9-7), 6–2         |
| Finalistka | 1. | 1. březen 2008  | Acapulco, Mexiko   | antuka | Iveta Benešová     | Nuria Llagostera Vivesová María José Martínez Sánchezová | 2–6, 4–6              |
| Finalistka | 2. | 3. srpen 2008   | Stockholm, Švédsko | tvrdý  | Lucie Šafářová     | Iveta Benešová Barbora Záhlavová-Strýcová                | 5–7, 4–6              |
| Vítězka    | 2. | 28. dubna 2012  | Fés, Maroko        | antuka | Alexandra Panovová | Irina-Camelia Beguová Alexandra Cadanțuová               | 3–6, 7–6(7-5), [11–9] |
| Finalistka | 3. | 2. březen 2014  | Acapulco, Mexiko   | tvrdý  | Iveta Melzerová    | Kristina Mladenovicová Galina Voskobojevová              | 3-6, 6-2, [5-10]      |

## Chronologie výsledků na Grand Slamu

### Dvouhra
| Turnaj          | 2006 | 2007 | 2008 | 2009 | 2010 | 2011 | 2012 | 2013 | 2014 | 2015 | 2015 | V–P   |
| --------------- | ---- | ---- | ---- | ---- | ---- | ---- | ---- | ---- | ---- | ---- | ---- | ----- |
| Australian Open | A    | A    | 1R   | 1R   | A    | LQ   | 2R   | A    | A    | A    | 1R   | 1–4   |
| French Open     | LQ   | LQ   | 4R   | 1R   | A    | LQ   | 2R   | 3R   | 1R   | 1R   | Q1   | 6–6   |
| Wimbledon       | LQ   | LQ   | 1R   | 1R   | A    | 4R   | 2R   | 3R   | 2R   | 1R   | A    | 7–7   |
| US Open         | Q    | 2R   | 1R   | LQ   | LQ   | 2R   | A    | 1R   | 2R   | 3R   | A    | 5–5   |
| výhry–prohry    | 0–0  | 1–1  | 3–4  | 0–3  | 0–0  | 4–2  | 2–2  | 4–3  | 2–3  | 2–3  | 0–1  | 19–23 |

| Legenda | Legenda                                   | Legenda | Legenda                     |
| ------- | ----------------------------------------- | ------- | --------------------------- |
| SR      | poměr vyhraných turnajů ku všem odehraným | W–L V–P | výhry–prohry                |
| NH      | daný rok se turnaj nekonal                | A       | turnaje se hráč nezúčastnil |
| 1Q / LQ | prohra v (kole) kvalifikace               | 1k / 1R | prohra v daném kole turnaje |
| QF / ČF | prohra ve čtvrtfinále                     | SF      | prohra v semifinále         |
| F       | prohra ve finále                          | Vítěz   | vítězství v turnaji         |

## Postavení na konečném žebříčku WTA

### Dvouhra
| Rok    | 2001 | 2002   | 2003   | 2004   | 2005   | 2006   | 2007   | 2008  | 2009   | 2010   | 2011  | 2012  | 2013   | 2014  | 2015   | 2016   |
| Pořadí | 663. | ▲ 253. | ▼ 481. | ▲ 432. | ▲ 194. | ▼ 219. | ▲ 103. | ▲ 82. | ▼ 149. | ▲ 142. | ▲ 31. | ▼ 55. | ▼ 132. | ▲ 59. | ▼ 131. | ▼ 581. |